# Reserva natural de Siberia Central
La Reserva Natural de Siberia Central (Ruso: Центрально-Сибирский заповедник) (también Tsentralnosibirski) es un "zapovédnik" ruso (reserva natural estricta). Con más de 1 millón de hectáreas de área protegida, es una de las mayores reservas forestales del mundo. La reserva está situada en el Yeniséi medio, en los valles de los ríos Bajtá y Tunguska, de la Meseta Central de Siberia. Notablemente, el territorio cubre ambas orillas del Yeniséi por más de 60 km. La reserva está situada en el distrito Turujanski (cuya capital es Turujansk) del krai de Krasnoyarsk.

## Topografía
La Reserva de Siberia Central tiene un terreno que es en su mayor parte taiga (alrededor del 80 % del territorio) y praderas y humedales de la llanura inundable de Yeniséi (20 %). Está situada hacia el borde norte del cinturón de la taiga, y en las colinas bajas del oeste de la meseta. La reserva cubre ambos lados del Yeniséi, y corre paralela al río Tunguska, al sur.

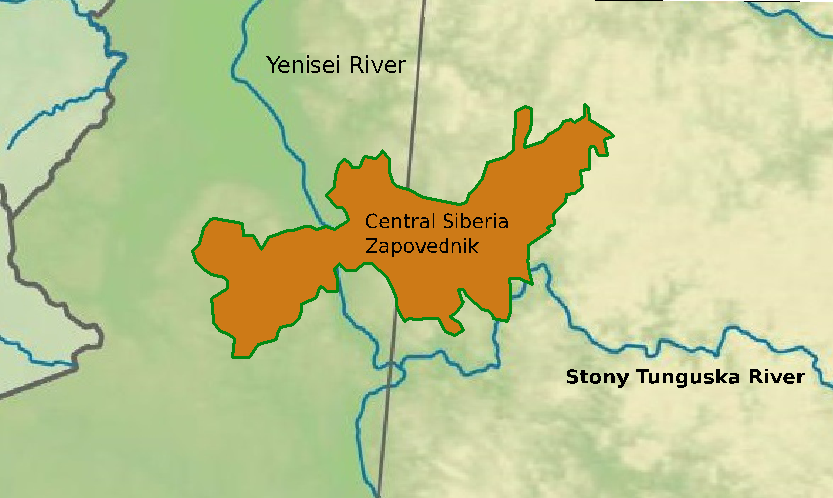
Límites de la Reserva Natural

## Clima y ecorregión
Siberia central está situada en la ecorregión de la taiga de Siberia oriental, una vasta región entre el río Yeniséi y el río Lena. Su frontera norte alcanza el círculo polar ártico, y su frontera sur alcanza los 52.º de latitud norte. La vegetación dominante es la taiga de coníferas ligeras con Larix gmelini formando el dosel en zonas con poca cobertura de nieve. Esta ecorregión es rica en minerales.
El clima de la Reserva de Siberia Central es clima subártico, sin estación seca ( clasificación climática de Köppen Clima subartico (Dfc) ). Este clima se caracteriza por veranos suaves (solo 1-3 meses por encima de 10 grados Celsius (50,0 °F) ) e inviernos fríos y con abundantes nevadas (el mes más frío por debajo de −3 grados Celsius (26,6 °F) ).

## Flora y fauna
La vida vegetal de la reserva tiene aspectos de comunidades florales tanto boreales como árticas, y son representativas de las colinas bajas de la Meseta Central de Siberia dominadas por los bosques de la taiga. Los árboles típicos son el pino siberiano (Pinus sibirica). En la latitud de la Reserva de Siberia Central (60 grados Norte), el pino siberiano crece a 100-200 metros de altitud; más al sur, en Mongolia, es un árbol de montaña que crece a 1000-2000 metros. Hay rodales de alerce y otros pinos en la reserva. También hay un número menor de piceas siberianas (Picea obovata), mezcladas en rodales con abeto y cedro. Los arbustos comunes del sotobosque son los arándanos, los arándanos rojos y el rododendro, con rabos de buey y juncias. Los valles de los ríos sostienen extensas praderas de humedales con comunidades de plantas de juncos y plantas acuáticas de los lagos poco profundos. Los científicos de la reserva han registrado más de 500 especies de plantas vasculares.
La reserva es conocida por las grandes concentraciones de alces a lo largo del Yeniséi durante el invierno. En general, la vida animal terrestre de la reserva es la del bosque boreal centro-norte: marta, reno, etc. El Yeniséi es una ruta de vuelo para las aves migratorias, y la reserva apoya las excursiones de observación de aves-

## Ecoeducación y acceso
Como reserva natural estricta, la Reserva de Siberia Central está en su mayor parte cerrada al público en general, aunque los científicos y los que tienen fines de "educación ambiental" pueden visitarla con un permiso de la administración del parque. Sin embargo, hay cuatro rutas "ecoturísticas" en la reserva que están abiertas al público, pero que requieren la obtención de permisos por adelantado. Dos de estas rutas son viajes de rafting en los ríos de la reserva, una es a las formaciones rocosas de la orilla del río, y otra es para observación de aves. La oficina principal está en el pueblo de Bor ("Bosque"), justo al sur en el Yeniséi.